# Franz Joseph Spiegler
Franz Joseph Spiegler (Wangen im Allgäu, 5 de abril de 1691 - Konstanz, 15 de abril de 1757) foi um importante pintor do Barroco alemão.

## Vida e trabalho
Spiegler nasceu na Cidade Imperial Livre de Wangen im Allgäu, filho de um promotor do tribunal distrital. Após a morte de seu pai em 1692, sua mãe se casou com o pintor Adam Joseph Dollmann, membro de uma antiga família patrícia em Wangen. Esta foi a introdução de Spiegler às artes.
Por volta de 1710, Spiegler começou a treinar como pintor em Munique sob a tutela de seu tio-avô, o pintor da corte bávara Johann Kaspar Sing. Durante o curso de seus estudos, Spiegler também se familiarizou com a pintura histórica em voga entre os pintores holandeses da época.
De 1723 a 1725, Spiegler pintou afrescos na Abadia de Ottobeuren que mostram a forte influência do pintor italiano Jacopo Amigoni (1682-1752). Mais tarde, ele também criou afrescos e pinturas a óleo para vários mosteiros, igrejas e castelos nas regiões da Alta Suábia, Lago de Constança, Floresta Negra e Alto Reno. Em 1757, Spiegler morreu em Constança.

## Galleria

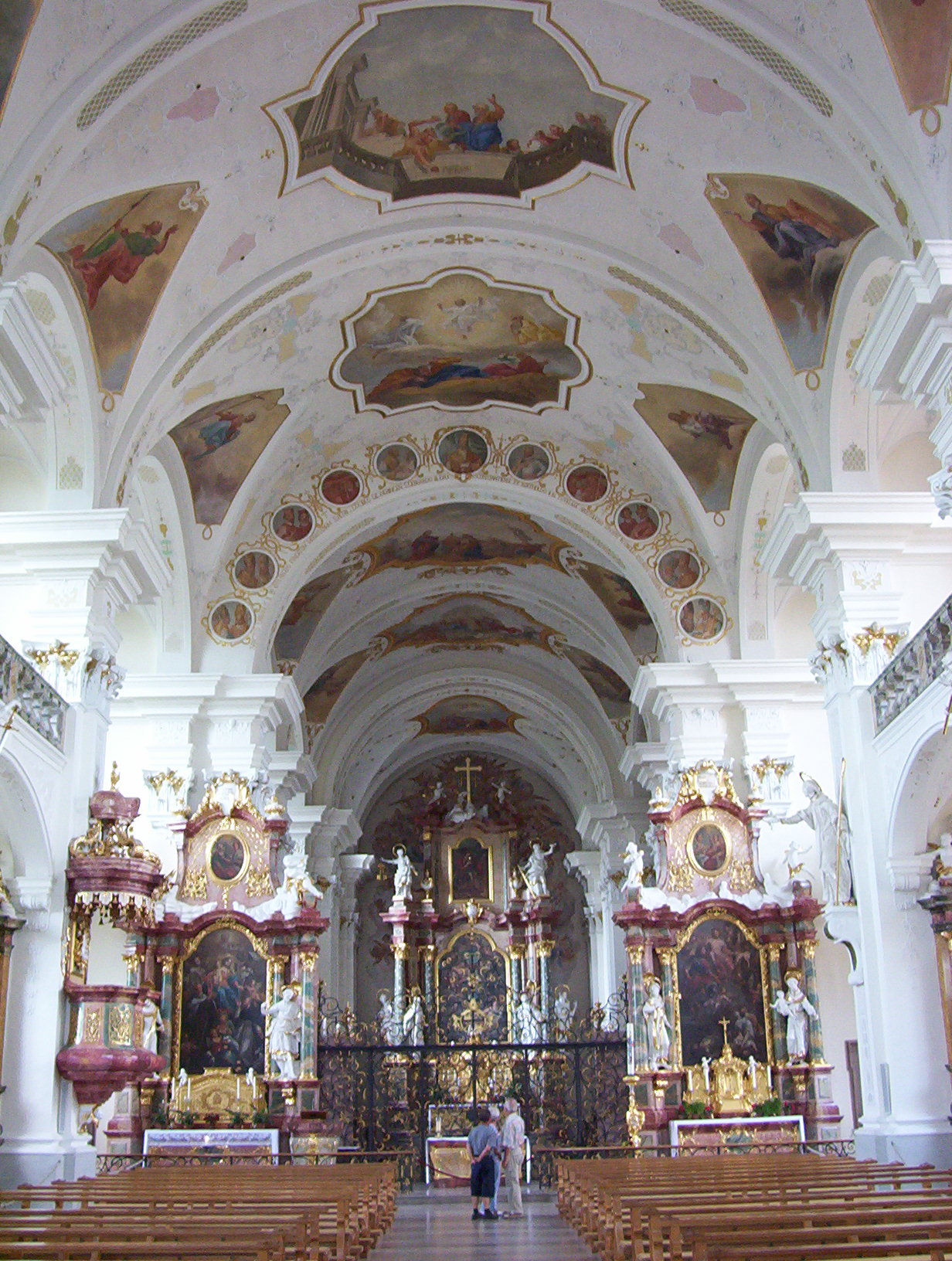
Interior da Abadia de São Pedro na Floresta Negra
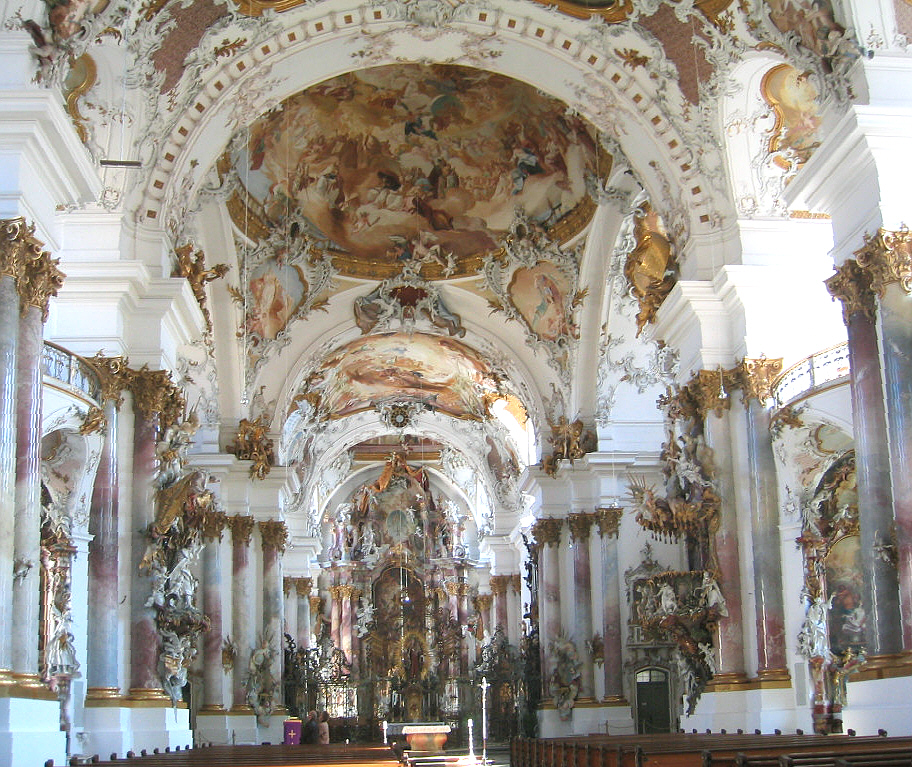
Interior da Abadia de Zwiefalten
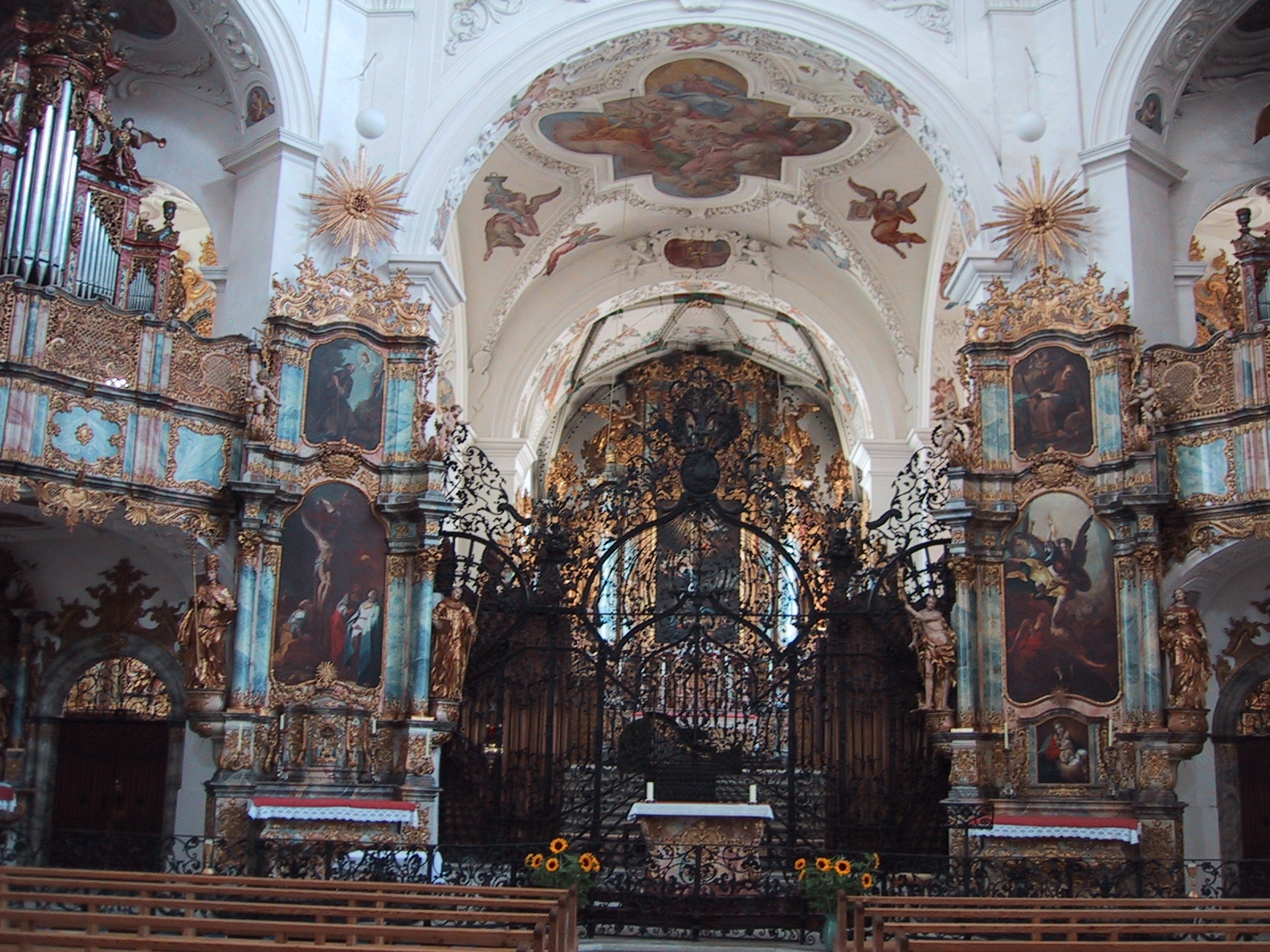
Interior da Abadia de Muri, mostrando altar-mor pintado por Spiegler